# Hollywood (canção de Madonna)
"Hollywood" é uma canção da artista musical estadunidense Madonna, contida em seu nono álbum de estúdio American Life (2003). Foi composta e produzida pela própria com o auxílio de Mirwais Ahmadzaï. A sua gravação ocorreu em 2002 nos Olympic Studios, situados em Barnes, Londres. Quando começou a desenvolver o disco, o clima cultural americano estava desolador e paranoico devido aos ataques de 11 de setembro de 2001. Durante a concepção do material, a cantora questionou e ponderou os valores do Sonho Americano, que ganharam maior viabilidade após esses ataques. Madonna afirmou que "Hollywood" era uma metáfora para ela, pois é a cidade dos sonhos e da superficialidade, bem como o local em que você esquece das realidades. O seu lançamento como o segundo single do projeto ocorreu em 14 de julho de 2003, através da Maverick Records e da Warner Bros. Records, sendo posteriormente comercializada em CD single e disco de vinil.
Musicalmente, "Hollywood" é uma canção dance-pop e folk rock que, liricamente, discute a ganância e a cultura americana, focando-se em Hollywood, Califórnia, que é retratada como um lugar de estrelas pop e sonhos ilusórios. Os vocais de Madonna na canção foram comparados aos de uma menina; a artista também faz um rap no final da faixa, repetindo a frase "Aperte o botão, não aperte o botão / Troque de estação, mude o canal". Para acompanhar o lançamento do número, diversos remixes foram feitos por DJs como Stuart Price, Paul Oakenfold, Deepsky e Victor Calderone, que foram incluídos no lançamento do single ao redor do mundo. A obra recebeu análises geralmente positivas da mídia especializada, a qual prezou a sua produção, embora parte dos resenhadores tenham criticado suas letras. Comercialmente, obteve um desempenho moderado, classificando-se nas dez melhores posições em países como Canadá, Finlândia, Itália e Reino Unido. Nos Estados Unidos, tornou-se a primeira canção de Madonna a não entrar na Billboard Hot 100 ou na Bubbling Under Hot 100 Singles — extensão da primeira tabela citada —, apesar de ter culminado a Hot Dance Club Songs,
O vídeo musical correspondente, dirigido por Jean-Baptiste Mondino, estreou em 23 de junho de 2003. A produção tem como tema principal as estrelas de Hollywood, e apresenta Madonna destacando os pontos bons e ruins do local. Ao longo do vídeo, ela aparece em cenas retratadas em locais como em uma sessão de massagem, um quarto de motel e uma conversa telefônica. Após o lançamento do trabalho, o filho do fotógrafo francês Guy Bourdin deu início a um processo que acusou a cantora de roubar o trabalho de seu pai, apresentando sequências que seriam semelhantes aos seus trabalhos feitos nos anos 80. Depois de um acordo judiciário, o valor da ação foi estipulado em US$ 600.000.
"Hollywood" foi apresentada ao vivo pela primeira vez em uma versão acústica juntamente a "American Life" e "Mother and Father" em uma turnê promocional para o álbum. Em agosto de 2003, Madonna abriu os MTV Video Music Awards daquele ano ao lado de Britney Spears, Christina Aguilera e Missy Elliott. As duas primeiras iniciaram a performance com uma regravação de "Like a Virigin" (1984), de Madonna e, posteriormente, a intérprete surgiu em um bolo de casamento gigante caracterizada de noivo e beijou Spears e Aguilera na boca. Por último, Elliott surgiu em uma capela e cantou versos de "Work It". A apresentação gerou fortes reações da mídia e foi descrita pela MTV, organizadora do evento, como o melhor número de abertura da premiação. Mais tarde, Madonna incluiu a obra no repertório da sua turnê seguinte Re-Invention Tour (2004) como um interlúdio de dançarinos.

## Antecedentes e desenvolvimento
"Essa música é como uma metáfora para mim. [Hollywood] é a cidade dos sonhos e da superficialidade. É o lugar onde você esquece sobre as coisas realmente interessantes da vida. Em Hollywood, você pode perder sua memória e a sua visão do futuro. Você pode perder tudo, porque você mesmo pode se perder".

—Madonna falando sobre a canção em entrevista à rádio espanhola Los 40 Principales.
Quando a cantora começou a trabalhar em seu nono disco, o clima cultural americano estava desolador e paranoico, devido aos ataques de 11 de setembro de 2001. Houve descontentamento e medo em todos os lugares, já que o terrorismo e o ódio surpreenderam as pessoas, que começaram a se questionar sobre a viabilidade do Sonho Americano. Quando desenvolvia as faixas de American Life com o produtor e DJ francês Mirwais Ahmadzaï, a intérprete questionou e ponderou esses valores. A confusão, a desorientação e a raiva que criaram foram refletidas na produção de cada canção, incluindo "Hollywood". Mais tarde, ela falou sobre o pessimismo existencialista do produtor e as longas discussões que tiveram sobre isso, bem como sobre a obsessão da sociedade acerca da fama e da fortuna. Em uma entrevista para a revista Q em abril de 2003, Madonna descreveu essa obsessão como o "fascínio da vida bela" em "Hollywood", explicando detalhadamente:
| “ | Eu tive vinte anos de fama e fortuna, e senti que eu tinha um direito de opinião sobre o que é isso e o que não é. Todas as pessoas estão obcecadas no momento em ser uma celebridade. Estou dizendo que isso é uma porcaria, e quem sabe melhor disso do que eu? Antes de isso acontecer, você tem todos os tipos de noções sobre o quão é maravilhoso ser uma celebridade e quanta alegria isso lhe traz. Então, você chega (...) [e] percebe como isso vai lhe fazer feliz. Dirigindo esse carro você será popular. Vestindo essas roupas, as pessoas vão querer transar com você. É uma ilusão muito poderosa e as pessoas estão presas nela, incluindo eu mesma. Ou eu estava [presa nela]. | ” |

Durante o especial Madonna Speaks, transmitido pelo canal VH1, a artista clarificou que o tema por trás de "Hollywood", bem como de "American Life" e "I'm So Stupid", ambas de American Life (2003), era sobre "querer gritar para todos os cantos que todos nós estamos vivendo em um sonho", concluindo: "Eu vivi em um sonho — e você está sempre vivendo em um sonho, e nós temos que acordar para a realidade". O primeiro foco de promoção lançado do projeto foi a faixa-título, que tornou-se o primeiro single de um álbum da intérprete com pior desempenho nos Estados Unidos, atingindo um pico de número 37 na Billboard Hot 100. A Warner Bros. Records queria salvar o disco de baixas posições nas tabelas musicais, e decidiu lançar "Hollywood" na esperança de que a canção teria um grande sucesso comercial.

## Composição
"Hollywood" é uma "música saltitante de folk-rock", como observado por James Hannaham, da Spin, enquanto Ken Micallef, da Electronic Musician, descreveu como "uma batida de discoteca que sustenta uma linha de baixo gigantesca com percussão esquisita, tons de arco enjoados. e vocais loucamente tratados". Ele também contém batidas house com elementos da música espacial e retrô, e também synthpop. Seguindo o som de pássaros cantando, a música começa com uma sequência de quatro acordes tocada em um violão Martin D-28.; o riff foi comparado à música do Red Hot Chili Peppers de Rikky Rooksby, autor de The Complete Guide to the Music of Madonna. É seguido pelo som de bateria e sintetizadores até depois de um minuto, quando o arranjo é retirado, deixando apenas os vocais de Madonna e o acompanhamento do violão. A voz de Madonna desliza sobre batidas pop ao longo da música. Durante a sequência final, o canto de Madonna se transforma lentamente em uma voz robótica distorcida onde ela faz rimas, com a frase repetida "Aperte o botão". De acordo com as partituras publicadas no Sheetmusicplus.com, "Hollywood" é escrito em tempo comum, com um ritmo moderadamente rápido de 126 batidas por minuto. É composto na clave de Dó maior com voz de Madonna, abrangendo a partir de Si3 até Dó5. Uma mudança abrupta de clave ocorre em cerca de três minutos da música, de Dó maior para Dó sustenido menor, que de acordo com Rooksby foi utilizada para dar aos refrões finais da música um tratamento diferente. A música segue uma sequência básica de Bm–D–A–G–Em como sua progressão harmônica.
Liricamente, ele discute a cultura e a ganância estadunidenses, concentrando-se em Hollywood como um lugar de celebridades e sonhos ilusórios. A ponte se abre com Madonna dizendo: "As estações de música sempre tocam as mesmas canções / estou entediada com o conceito de certo e errado". Ben Shapiro observou que o verso "parece ser o credo de Madonna. Sua degradação proposital da moralidade levou a um sucesso monumental para ela - e criou uma influência monumentalmente ruim para seus fãs adolescentes". Além disso, Madonna questiona a experiência de Hollywood, cantando: "Como isso poderia machucá-lo quando parecia tão bom?". Alexis Petridis, do The Guardian, observou que os vocais de Madonna na música são "agudos [para soar como uma] garotinha", com a intenção de "[conotar] uma noção de inocência perdida".

## Análise da crítica
"Hollywood" recebeu críticas mistas de críticos de música. Michael Paoletta, da Billboard, descreveu a música como "punky" e a comparou com "Ray of Light" (1998). Dimitri Ebrlich, da revista Vibe, fez uma crítica positiva para a música, descrevendo-a como "desarmante e autodepreciativa, pois reflete nas tentativas desesperadas das pessoas de ingressar na indústria glamourosa da América", escrevendo que era a combinação perfeita para a American Life. Jude Adam, da revista Third Way, fez uma crítica positiva à música, considerando-a "peculiar, ensolarada e doce em medidas perfeitas". Stephen Thompson, do The A.V. Club, considerou a música como "realmente cativante". Alexis Petridis, do The Guardian, observou que Madonna divulga na música que nem todo mundo que quer aparecer no cinema consegue. Jessica Winter, do The Village Voice, comentou que na música "Madonna canaliza uma canção genérica para adolescentes pop". Dennis Ferrera, do Out, ao entrevistar Madonna para seu álbum de 2005, Confessions on a Dance Floor, descreveu a música como um "single matador". Outra crítica positiva de JJ Evans, de Naperville Sun descreveu "Hollywood" como uma faixa que melhor exemplifica a "maneira boba de escrever" de Madonna, mas achava que funcionava nesse caso. Chris Heath, do Yahoo! Music comentou que "'Hollywood' se liberta de seus irmãos inferiores para parecer uma faixa sexy do pop dance que é tão bom quanto qualquer coisa no Music". Chuck Arnold, da Entertainment Weekly, achou irônico que Madonna estivesse cantando sobre Hollywood, dadas todas as suas tentativas fracassadas de uma carreira cinematográfica de sucesso. No entanto, ele concluiu que "com sua palheta de guitarra doce, este single da American Life brilha sua luz onde quer que você esteja".
Ian Youngs, da BBC News, observou que a música era outra diatribe sobre a fama e quão difícil está sendo aos olhos do público. Ele acrescentou ainda que "está entre as decepções" do álbum, dizendo que parece sem brilho e comentou sobre o "rap embaraçoso". Ed Howard, da Stylus Magazine, comentou que barrar o rap de Madonna, "Hollywood", é pelo menos envolvente. Sal Cinquemani, da Slant Magazine, pensou que "acompanhar 'American Life' com 'Hollywood' era quase tão ousado" devido ao seu conteúdo lírico. Edna Gundersen, do USA Today observou que a música "atesta [suas] habilidades intactas como compositora pop astuta". Michael Hubbard, da musicOMH, comentou que tudo rima com "Hollywood", e depois comentou que a música seria melhor sem essas letras preguiçosas, acrescentando "[A música] tem o nome Madonna para vender, mas dificilmente é vintage. Hora de alguma reinvenção musical acompanhar as incessantes mudanças de imagem". Em outra crítica, Chuck Taylor, da Billboard, expressou sua decepção com a música. Ele explicou que "Hollywood" está "muito longe da fortaleza engenhosa exibida em tantos singles anteriores das duas décadas de carreira [de Madonna]". Ele analisou a limitada produção eletrônica de Ahmadzaï e o uso excessivo de violão por Madonna na faixa, junto com "letras chorosas e pregadoras".
Ao escrever para o The Sydney Morning Herald, Bernard Zuel chamou Ahmadzaï de "um pônei de um truque" para sua produção, mas sentiu que conseguiu "em "Hollywood", ser rico em groove. Ben Wener, do The Beaver County Times, condenou a faixa como um "ataque conscientemente hipócrita a Hollywood". Escrevendo para o The Guardian, Jude Rogers elogiou sua "fantástica linha de baixo da Roland e a guitarra refletida do sol", colocando a música no número 47 em seu ranking de melhores singles de Madonna, em homenagem aos seus 60 anos.

## Videoclipe

Madonna retratando um dos trabalhos de Bourdin no vídeo.

O videoclipe de "Hollywood" foi filmado no Universal Studios em Universal City, Califórnia, e dirigido por Jean-Baptiste Mondino, ao qual trabalhou com a cantora nos clipes de "Open Your Heart" (1986), "Justify My Love" (1990), "Human Nature" (1995), "Love Don't Live Here Anymore" (1996) e "Don't Tell Me" (2000). Nos Estados Unidos, estreou no VH1 em 23 de junho de 2003. Madonna acompanhava o trabalho do fotógrafo francês Guy Bourdin há cerca de uma década, declarando que seu trabalho era "tão problemático e interessante", acrescentando: "Veja, as expressões nos rostos dessas garotas — elas são realmente bizarras". Arianne Phillips criou os figurinos da obra e descreveu o estilo da intérprete como uma homenagem ao glamour da antiga Hollywood, e ao mesmo tempo sendo literal e conceitual. Além disso, homenageou artistas como como Ginger Rogers, Jean Harlow e Mae West. De acordo com Mondino, o conceito do vídeo era:

"Algum tipo de artifício que Hollywood pode fornecer, que é tão amplo e tem uma história gráfica sobre o assunto, além de algum humor sobre ele, e para mostrar a beleza, o medo, a sensualidade e a solidão que o sucesso de alguém pode ser, porque todo mundo está sonhando com Hollywood, não importa o quê. A expectativa pode ser muito perigosa e, talvez, para alguém como Madonna, que pode estar em um momento, perceber que estar no topo talvez não seja tão importante. É o que eu sinto pelo vídeo".

A obra apresenta Madonna em diferentes estilos, assim como jóias e vestidos avaliados em milhares de dólares, da qual incluem-se um anel e uma pulseira utilizadas no filme She Done Him Wrong (1993). O médico David Kish foi contratado pela própria intérprete para supervisionar as fotografias, já que a mesma queria originalidade nas cenas. As filmagens decorreram inicialmente em 2 de junho de 2003, ao qual foram gravados os takes da inserção do botox, parede de espelhos, massagem e as sequências de danças. No dia seguinte foram realizadas as cenas do motel com a empregada francesa e a conversa por telefone. Henry Keazor, um dos autores de Rewind, Play, Fast Forward: The Past, Present and Future of the Music Video, notou que a artista fez referências a si mesma, em particular com os rumores e estereótipos que cercaram-na na mídia.
Após o lançamento do vídeo, Samuel Bourdin, filho de Guy, entrou com uma ação federal que acusou Madonna de roubar o trabalho de seu pai. Bourdin disse que eles são "surpreendentemente semelhantes" às fotos tiradas por seu pai nas décadas de 1950 a 1980 e publicadas na revista francesa Vogue. Ele acusou Madonna de violar direitos autorais em pelo menos onze das obras de Bourdin, incluindo uma de Madonna com as pernas estendidas em cima de um aparelho de TV. "Uma coisa é inspirar; outra é simplesmente plagiar o coração e a alma do trabalho de meu pai", disse Bourdin na época. Incluídas na queixa federal de Bourdin estavam comparações lado a lado do trabalho de seu pai com imagens com fotos do vídeo "Hollywood". De acordo com Dustin Robertson, editor do vídeo "Hollywood", as seqüências que mostram Madonna em um vestido vermelho olhando no espelho são as que foram apontadas pela propriedade de Bourdin no processo. O processo nomeou Madonna, Warner Bros. Records e Mondino como réus. Os detalhes apresentados na ação são os seguintes: "Fatores como composição, plano de fundo, guarda-roupa, iluminação, narrativa, ângulo da câmera, decoração e objetos descritos são surpreendentemente semelhantes ... Existem muito poucas cenas ou sequências no vídeo de 'Hollywood' que não são diretamente derivados das obras de Bourdin". Os detalhes do acordo financeiro são confidenciais e Madonna não reconheceu nenhum erro em sua apropriação liberal das imagens. O advogado de Bourdin, John Koegel, disse que as partes chegaram a um "acordo muito, muito bem sucedido", acrescentando que os termos do acordo não lhe permitiam discutir os valores exatos do dólar. Em 2011, o site de notícias Independent Online divulgou o valor liquidado por Madonna em US$ 600,000. Em 2009, o vídeo foi incluído na compilação de Madonna, Celebration: The Video Collection.

## Apresentações ao vivo

Madonna beijando a cantora Britney Spears durante a polêmica performance do medley de "Hollywood" e "Like a Virgin" no MTV Video Music Awards de 2003.

Para começar a promover a American Life, Madonna realizou a American Life Promo Tour. Uma apresentação na Quarta Rua da Torre, em Manhattan, foi apresentada a cerca de 400 pessoas e contou com apresentações acústicas de "American Life", "Mother and Father" e "Hollywood". Em 27 de agosto de 2003, Madonna abriu o MTV Video Music Awards, apresentando um medley de "Like a Virgin" e "Hollywood" com Britney Spears, Christina Aguilera e Missy Elliott. A apresentação começou com a filha de Madonna, Lourdes, andando no palco com outra garota, vestida de florista em um casamento. Spears apareceu no palco em cima de um bolo de casamento gigante, vestindo um vestido de noiva e véu; ela cantou as primeiras linhas de "Like a Virgin" antes de Aguilera aparecer por trás do bolo e se juntar a ela. Madonna emergiu do bolo vestindo um casaco preto e chapéu e começou a cantar "Hollywood" antes de começar a beijar Spears e Aguilera nos lábios. Missy Elliott saiu de uma capela de casamento para cantar sua música "Work It" no meio da apresentação. Toda a performance foi uma homenagem a Madonna e uma homenagem à sua performance de "Like a Virgin" no show inaugural da premiação em 1984.
O beijo gerou forte reação da mídia e das celebridades. Nekesa Mumbi Moody, da Associated Press — deduziu "Vinte anos após o primeiro MTV Video Music Awards, e não mudou muita coisa — Madonna ainda faz as mandíbulas caírem e as bochechas corarem". Brian Hiatt, da Entertainment Weekly, sentiu que "O close de [Madonna] trancando os lábios com Spears, de 21 anos, foi um momento indelével da MTV — sexy, vagamente transgressivo e sem sentido como divertido". Elysa Gardner, do USA Today, explicou que a apresentação "ofereceu um lembrete pungente do papel da MTV na definição de uma cultura jovem que se tornou provocativa — piscando na convenção sem oferecer novas alternativas'. Os produtores da MTV estavam céticos, dizendo que "Foi sensacional, mas eu me pergunto o que o bom pessoal de lugares como Provo, estado de Utah, pensaria disso. O centro dos Estados Undios não vai deixar que isso aconteça levemente". Quando perguntada sobre isso, Madonna revelou: "Eu estou beijando [Britney] e passando minha energia para ela. Como uma espécie de conto de fadas mitológico". A performance foi listada pela revista Blender como um dos 25 momentos mais sexys da música na história da televisão.
A MTV listou a performance como o momento de abertura número um na história do MTV Video Music Awards. Na Re-Invention World Tour de 2004 de Madonna, a cantora performou um remix de interlúdio de "Hollywood", no qual os telões exibiam animações de cartas de tarô. A performance foi incluída no álbum ao vivo e no documentário I'm Going to Tell You a Secret. Na turnê, a performance de "Into the Groove" continha amostras do remix "Into the Hollywood Groove".

## Lista de faixas
| - CD single (Britânico) 1. "Hollywood" (Edição de Rádio) – 3:42 2. "Hollywood" (Paul Oakenfold Full Remix) – 7:01 3. "Hollywood" (Deepsky Home Sweet Home Vocal Remix) – 7:34 | - Maxi-Single (Australiano, Europeu e Americano) 1. "Hollywood" (Edição de Rádio) – 3:42 2. "Hollywood" (Jacques Lu Cont Thin White Duke Mix) – 7:09 3. "Hollywood" (The Micronauts Remix) – 6:25 4. "Hollywood" (Oakenfold Full Remix) – 7:00 5. "Hollywood" (Deepsky's Home Sweet Home Vocal Remix) – 7:34 6. "Hollywood" (Victor Calderone & Quayle Glam Mix) – 9:22 | - Vinil (Alemão, Estadunidense e Britânico) 1. "Hollywood" (The Micronauts Remix) – 6:25 2. "Hollywood" (Oakenfold Full Remix) – 7:01 3. "Hollywood" (Calderone & Quayle Glam Mix) – 9:22 4. "Hollywood" (Jacques Lu Cont's Thin White Duke Mix) – 7:09 5. "Hollywood" (Oakenfold 12" Dub) – 7:01 6. "Hollywood" (Deepsky's Home Sweet Home Vocal Remix) – 7:34 |

## Créditos e equipe
- Madonna – vocais principais, vocais de fundo, compositora, produtora
- Mirwais Ahmadzaï –  compositor, produtor, guitarras, programação
- Tim Young – masterização de áudio
- Mark "Spike" Stent – mixagem de áudio

Os créditos para "Hollywood" são adaptados do encarte do American Life.

## Desempenho comercial
"Hollywood" não conseguiu entrar na Billboard Hot 100 nos Estados Unidos, nem na lista de Bubbling Under Hot 100 Singles. Foi a primeira vez desde "Burning Up" (1983) que um single de Madonna não alcançou o Hot 100. No entanto, ele chegou ao número um em ambas as tabelas Hot Dance Club Play e Hot Dance Singles Sales da Billboard. A estréia dos remixes de "Hollywood" no topo da tabela Dance Singles Sales tornou Madonna a artista com maior quantidade de singles no topo da tabela, "Hollywood" sendo o sexto consecutivo. Este trecho começou com "Music" em 2000, seguido por "Don't Tell Me", "What It Feels Like for a Girl", "Die Another Day" e "American Life". "Hollywood" foi o 22º número um de Madonna na tabela Dance Singles Sales, o maior número para qualquer artista. Na Hot Singles Sales da Billboard, a música estreou no número quatro, mas não acumulou pontos suficientes para aparecer no Hot 100. Na recapitulação do final do ano da Billboard de 2003, Madonna foi a artista número dois do Dance Club Play e o número um na Dance Singles. "Hollywood" foi classificado nos números 19, sete e 45 nas paradas Hot Dance Club Play, Hot Dance Singles Sales e Hot Singles Sales, respectivamente. "Hollywood" também alcançou a posição de número 35 na Adult Pop Songs. No Canadá, a música atingiu o número cinco na Canadian Singles Chart.
Em 19 de julho de 2003, "Hollywood" estreou no número dois na UK Singles Chart, sendo impedido de atingir o primeiro lugar por "Crazy in Love" de Beyoncé. A música esteve presente por um total de sete semanas na tabela e, em agosto de 2008, vendeu 59,633 cópias, de acordo com a  Official Charts Company. Na Austrália, "Hollywood" estreou tabela no número 16, antes de cair para o número 37 na semana seguinte. Em 27 de abril de 2003, "Hollywood" estreou no número 55 da Ö3 Austria Top 40, chegando ao número 34 após quatro semanas. A música alcançou posições moderadas nas tabelas dos territórios flamengo e valoniano na Bélgica, chegando aos números 14 e 32, respectivamente. "Hollywood" estreou na posição de número 22, alcançando um total de 23 semanas na França em 2003. Entre 2008 e 2009, a música alcançou cinco semanas. No Single Top 100, a música estreou no número 20, passando um total de seis semanas na tabela. Em 24 de abril de 2003, "American Life" estreou no número 20 na Swedish Singles Chart. Da mesma forma na Suíça, a música estreou no número 15 na Schweizer Hitparade, passando 13 semanas na tabela.

### Tabelas semanais
| Tabela musical (2003)                | Melhor posição |
| ------------------------------------ | -------------- |
| Alemanha (GfK Entertainment Charts)  | 21             |
| Austrália (ARIA Charts)              | 16             |
| Áustria (Ö3 Austria Top 40)          | 14             |
| Bélgica (Ultratop 50 de Flandres)    | 32             |
| Bélgica (Ultratop 40 de Valônia)     | 32             |
| Canada (Nielsen SoundScan)           | 5              |
| Dinamarca (Hitlisten)                | 12             |
| Escócia (OCC)                        | 7              |
| Espanha (PROMUSICAE)                 | 2              |
| Estados Unidos (Adult Top 40)        | 35             |
| Estados Unidos (Dance Club Songs)    | 1              |
| Estados Unidos (Dance Singles Sales) | 1              |
| Estados Unidos (Hot Singles Sales)   | 4              |
| Europa (European Hot 100 Singles)    | 3              |
| Finlândia (IFPI Finlândia)           | 8              |
| França (SNEP)                        | 22             |
| Hungria (Dance Top 40)               | 14             |
| Irlanda (IRMA)                       | 10             |
| Itália (FIMI)                        | 3              |
| Países Baixos (Dutch Top 40)         | 25             |
| Países Baixos (Single Top 100)       | 20             |
| Polônia (ZPAV)                       | 4              |
| Reino Unido (UK Singles Chart)       | 2              |
| Reino Unido (UK Dance)               | 1              |
| Romênia (Romanian Top 100)           | 8              |
| Suécia (Sverigetopplistan)           | 19             |
| Suíça (Schweizer Hitparade)          | 15             |

| Tabela musical (2003)                | Posição |
| ------------------------------------ | ------- |
| Estados Unidos (Dance Club Songs)    | 19      |
| Estados Unidos (Dance Singles Sales) | 7       |
| Estados Unidos (Hot Singles Sales)   | 45      |
| Reino Unido (UK Singles Chart)       | 149     |
| Romênia (Romanian Top 100)           | 64      |

| Tabela musical (2004)                | Posição |
| ------------------------------------ | ------- |
| Estados Unidos (Dance Singles Sales) | 18      |